# Åtvidabergs Vagnfabrik

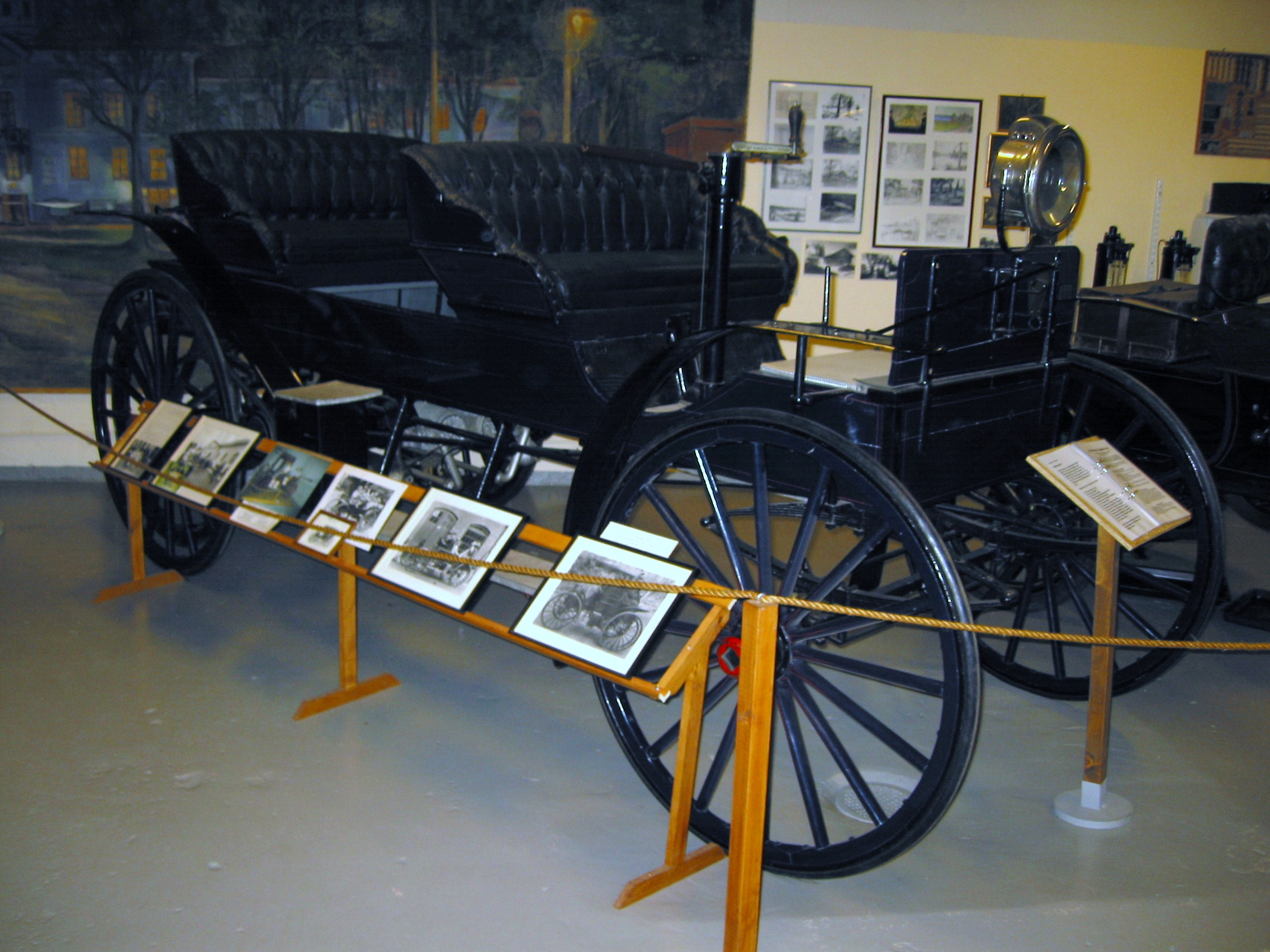
Åtvidaberg von 1910

Åtvidaberg war ein schwedischer Hersteller von Automobilen.

## Unternehmensgeschichte
Das Unternehmen Åtvidabergs Vagnfabrik AB aus Åtvidaberg begann 1910 mit der Produktion von Automobilen. 1912 wurde die Produktion nach zwölf hergestellten Exemplaren wieder eingestellt.

## Fahrzeuge
Die Fahrzeuge ähnelten den Modellen von Holsman. Es gab zwei Modelltypen, die sich durch den Motor unterschieden. Der Type A besaß einen Zweizylindermotor, und der Type B einen Vierzylindermotor. Die Fahrzeuge boten vier Personen auf zwei Sitzbänken Platz.
Ein Fahrzeug dieser Modells ist im ÅSSA Industri- och Bilmuseum in Åtvidaberg zu besichtigen.